# Szalánchuta
Szalánchuta (szlovákul: Slanská Huta) község Szlovákiában, a Kassai kerület Kassa-környéki járásában.

## Fekvése
Kassától 26 km-re délkeletre, a magyar határ mellett fekszik.

## Története
Területe a középkorban Szalánc várának uradalmához tartozott; magát a falut a 18. században építették Újszállás határában. Birtokosai a szalánci uradalom urai, a Forgách grófok voltak; alső lakói az itt működő üveghutában dolgozó zsellérek. Első írásos emléke 1722-ben kelt, amikor még Újszállás része volt. Önállóságát 1880-ban nyerte el.
Vályi András szerint: „HUTA. Elegyes falu Abaúj Várm. földes Ura G. Forgách Uraság, fekszik Regete Ruszkához nem meszsze, mellynek filiája, ’s vidékje hozzá hasonlító.”
Fényes Elek szerint: „Hutta, tót falu, Abauj vmegyében, 271 kath. lak. Fekszik nagy erdőségek közt. F. u. gr. Forgács. Ut. p. Kassa.”
Abaúj-Torna vármegye monográfiája szerint: „Ujszállástól alig 2000 lépésre, a 771 méter magas Kis-Milic hegy lábánál fekszik Szaláncz-Huta 42 házzal és 213 tót lakossal. Postája és távirója szintén N.-Szalánczon van. Vadregényesen emelkednek a háttérben a Kis-Milic fölé fokozatosan tornyosuló Szárhegy (809 m.) Nyerges (825 m.) s végül a Nagy-Milic (869 m.) meredek kúpjai. A Nagy-Milictől keletre emelkedő 801 m. magas Orita-hegy egyik magas völgyében van a tiz hold terjedelmü Izra-tó sűrü erdő közepette. Igazi kis tengerszem, melyhez csak ugy hozzáfüzik a mesebeli szerelmes pár regéjét, mint bármely más tengerszemhez.”
A trianoni diktátumig Abaúj-Torna vármegye Füzéri járásához tartozott.

## Népessége
| Év:            | 1994. | 2004.    | 2014.    | 2024.   |
| -------------- | ----- | -------- | -------- | ------- |
| Emberek száma: | 256   | 215      | 241      | 260     |
| Eltérés:       |       | -16,01 % | +12,09 % | +7,88 % |

| Év:            | 2023. | 2024.   |
| -------------- | ----- | ------- |
| Emberek száma: | 252   | 260     |
| Eltérés:       |       | +3,17 % |

1910-ben 249, túlnyomórészt szlovák lakosa volt.
2001-ben 238 lakosából 236 szlovák volt.
2011-ben 205 lakosából 198 szlovák.